# كريس كوستر
كريس كوستر هو محامي وسياسي أمريكي، ولد في 31 أغسطس 1964 في سانت لويس في الولايات المتحدة. نشط حزبياً في الحزب الديمقراطي والحزب الجمهوري. وقد انتخب عضو مجلس ولاية ميزوري ‏.

## وصلات خارجية
- الموقع الرسمي